# 슈퍼컵 (일본)
후지 제록스 슈퍼컵(富士ゼロックス スーパーカップ)은 전년도 J리그 우승팀과 천황배 우승팀이 대결하는 대회로 잉글랜드의 커뮤니티 실드와 유사하다. 대회 명칭은 후원사인 후지 제록스의 이름을 따 왔으며 매년 도쿄 국립경기장에서 열리며 다만 2005년, 2011년, 2015년, 2016년, 2017년에는 요코하마 닛산 스타디움에서 열렸다.

## 대회 방식
- 동점인 경우 연장전 없이 승부차기에 들어간다.
- 리그와 천황배를 석권하는 팀이 나오는 경우 2008년까지는 천황배 준우승팀이 대신 출전했으나 2009년부터는 리그 2위팀이 대신 출전한다.

## 연도별 대회 결과
| 연도 | 회 | 리그 우승팀            | 스코어         | 천황배 우승팀           |
| ---- | -- | ---------------------- | -------------- | ----------------------- |
| 1994 | 1  | 베르디 가와사키        | 2 - 1          | 요코하마 플뤼겔스       |
| 1995 | 2  | 베르디 가와사키        | 2 - 2 (PK 4:2) | 벨마레 히라츠카         |
| 1996 | 3  | 요코하마 마리노스      | 0 - 2          | 나고야 그램퍼스         |
| 1997 | 4  | 가시마 앤틀러스        | 3 - 2          | 베르디 가와사키         |
| 1998 | 5  | 주빌로 이와타          | 1 - 2          | 가시마 앤틀러스         |
| 1999 | 6  | 가시마 앤틀러스        | 2 -1           | 시미즈 에스펄스1        |
| 2000 | 7  | 주빌로 이와타          | 1 - 1 (PK 3:2) | 나고야 그램퍼스         |
| 2001 | 8  | 가시마 앤틀러스        | 0 - 3          | 시미즈 에스펄스         |
| 2002 | 9  | 가시마 앤틀러스        | 1 - 1 (PK 4:5) | 시미즈 에스펄스         |
| 2003 | 10 | 주빌로 이와타          | 3 - 0          | 교토 퍼플상가           |
| 2004 | 11 | 요코하마 F. 마리노스   | 1 - 1 (PK 2:4) | 주빌로 이와타           |
| 2005 | 12 | 요코하마 F. 마리노스   | 2 - 2 (PK 4:5) | 도쿄 베르디 1969        |
| 2006 | 13 | 감바 오사카            | 1 - 3          | 우라와 레드 다이아몬즈  |
| 2007 | 14 | 우라와 레드 다이아몬즈 | 0 - 4          | 감바 오사카2            |
| 2008 | 15 | 가시마 앤틀러스        | 2 - 2 (PK 3:4) | 산프레체 히로시마3      |
| 2009 | 16 | 가시마 앤틀러스        | 3 - 0          | 감바 오사카             |
| 2010 | 17 | 가시마 앤틀러스        | 1 - 1 (PK 5:3) | 감바 오사카             |
| 2011 | 18 | 나고야 그램퍼스        | 1 - 1 (PK 3:1) | 가시마 앤틀러스         |
| 2012 | 19 | 가시와 레이솔          | 2 - 1          | FC 도쿄                 |
| 2013 | 20 | 산프레체 히로시마      | 1 - 0          | 가시와 레이솔           |
| 2014 | 21 | 산프레체 히로시마      | 2 - 0          | 요코하마 F. 마리노스    |
| 2015 | 22 | 감바 오사카            | 2 - 0          | 우라와 레드 다이아몬즈4 |
| 2016 | 23 | 산프레체 히로시마      | 3 - 1          | 감바 오사카             |
| 2017 | 24 | 가시마 앤틀러스        | 3 - 2          | 우라와 레드 다이아몬즈5 |
| 2018 | 25 | 가와사키 프론탈레      | 2 - 3          | 세레소 오사카           |
| 2019 | 26 | 가와사키 프론탈레      | 1 - 0          | 우라와 레드 다이아몬즈  |
| 2020 | 27 | 요코하마 F. 마리노스   | 3 - 3 (PK 2:3) | 빗셀 고베               |

1. 천황배 우승팀인 요코하마 플뤼겔스의 흡수합병으로 천황배 준우승팀인 시미즈 에스펄스가 출전
2. 우라와 레드 다이아몬즈가 리그와 천황배를 석권, 천황배 준우승팀인 감바 오사카가 출전
3. 가시마 앤틀러스가 리그와 천황배를 석권, 천황배 준우승팀인 산프레체 히로시마가 출전
4. 감바 오사카가 리그와 천황배를 석권, 리그 준우승팀인 우라와 레드 다이아몬즈가 출전
5. 가시마 앤틀러스가 리그와 천황배를 석권, 전후기리그 통합 준우승팀인 우라와 레드 다이아몬즈가 출전

## 같이 보기
- 일본 축구 협회
- 일본의 축구 리그 시스템
- J리그
- 일본 풋볼 리그
- 일본 지역 리그
- 천황배 JFA 전일본 축구선수권대회
- J리그컵